# Raïon de Chepetivka
Le raïon de Chepetivka (en ukrainien : Шепетівський район) est un raïon situé dans l'oblast de Khmelnytskyï en Ukraine. Son chef-lieu est Chepetivka.
Avec la réforme administrative de 2020, le raïon a été agrandi aux dépens des raions de Slavouta, de Bilohiria, de Polonne et d'Iziaslav.

## Lieux d'intérêt
La gare de Chepetivka de 1873, le couvent des Lazaristes Saint-Joseph de Iziaslav qui sont classés.

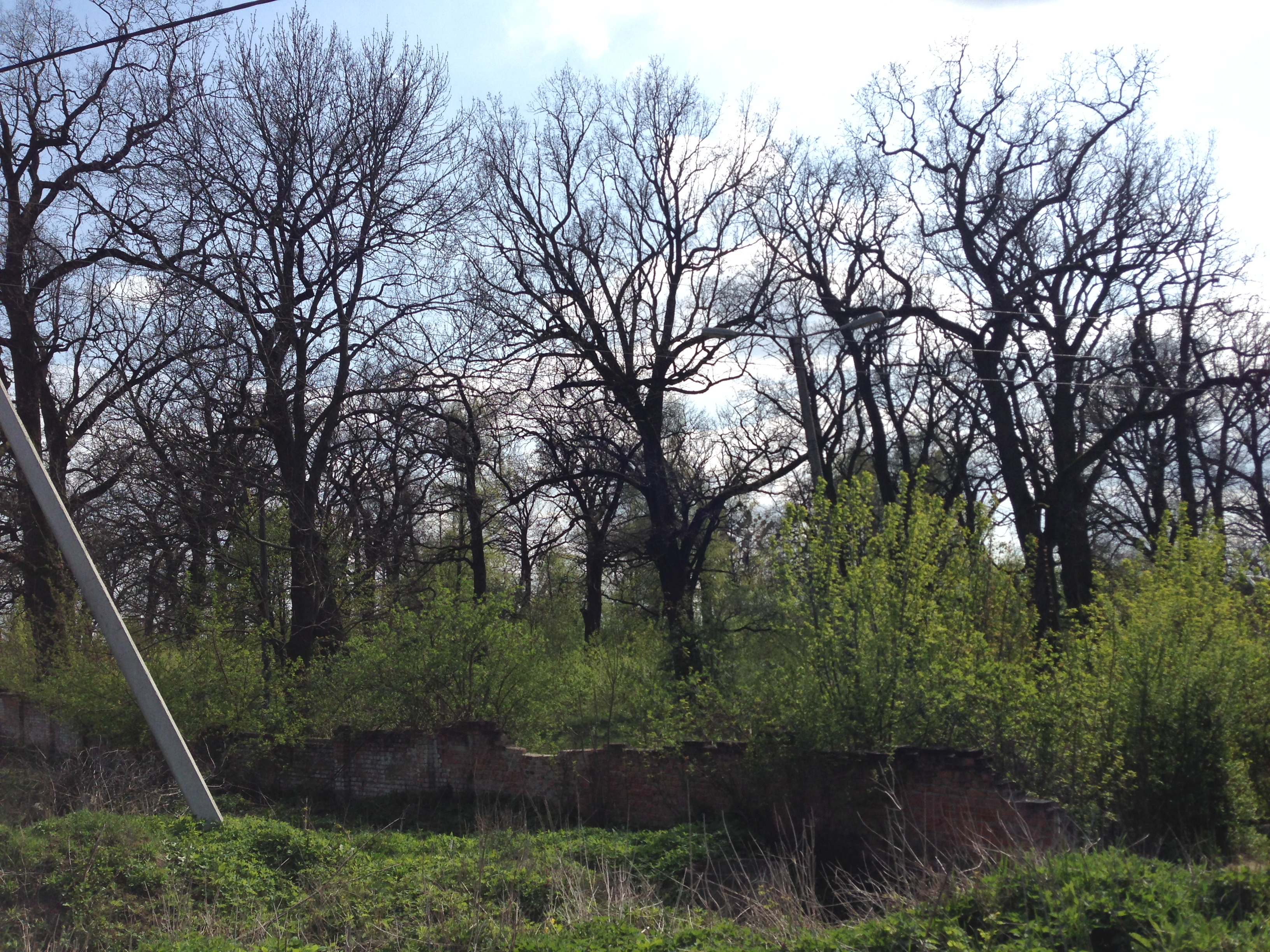
Réserve naturelle, classée[1],
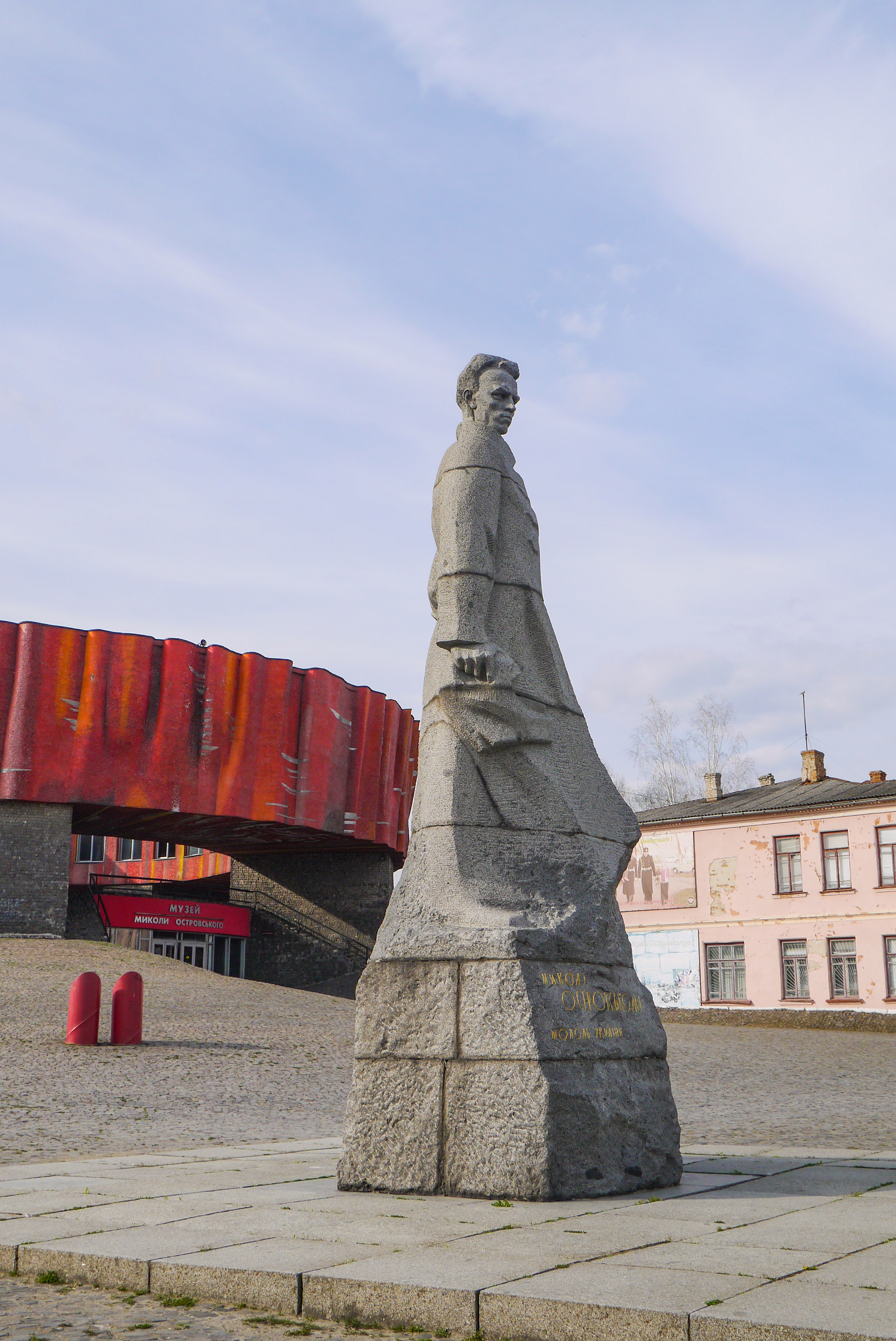
buste d'Ostrovski et musée, classé[2] Chepetivka.
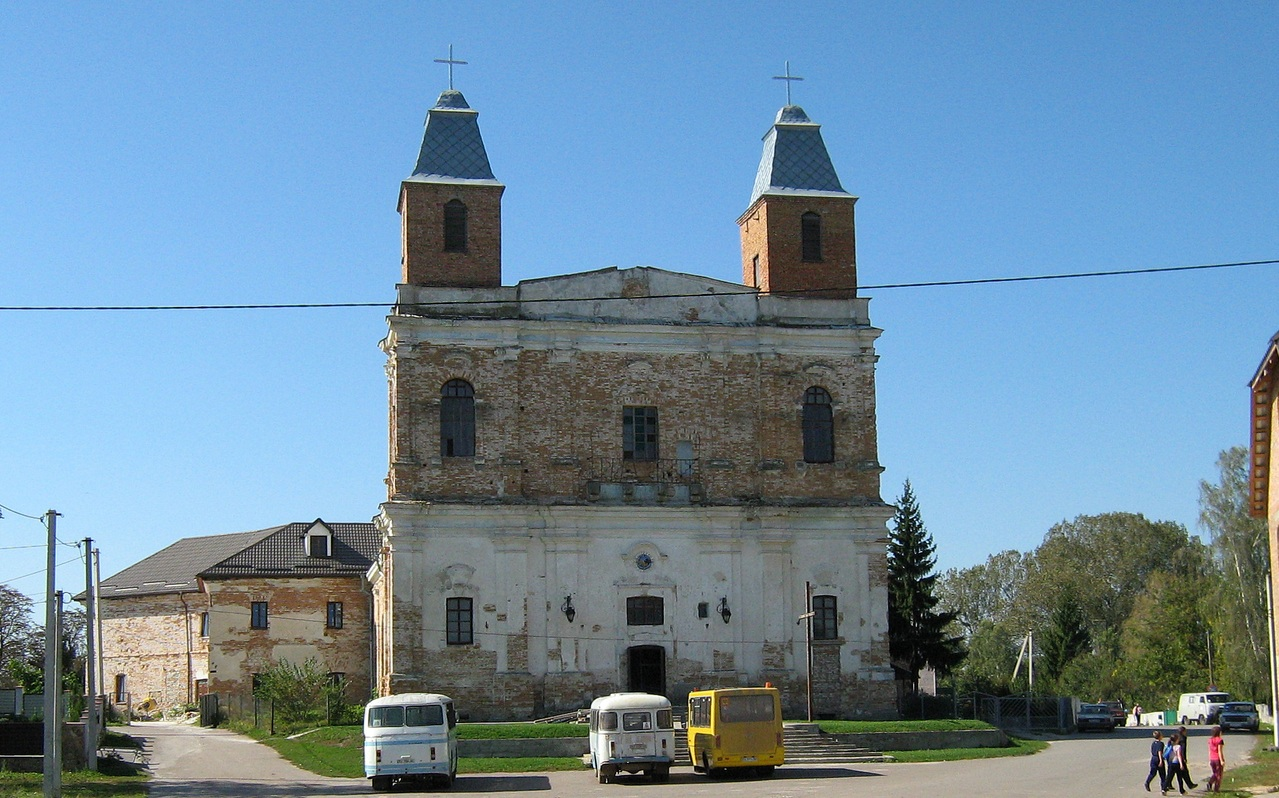
Le monastère dominicain de Bilohirja.
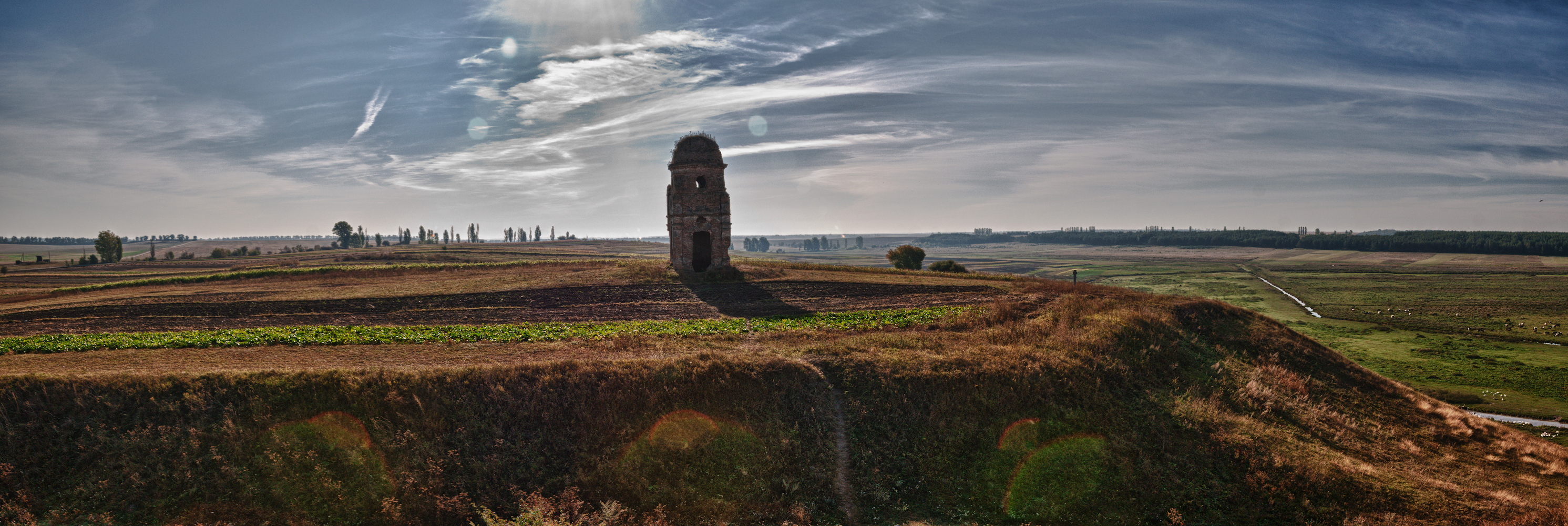
Le fort de Tykhomel, classé[3].
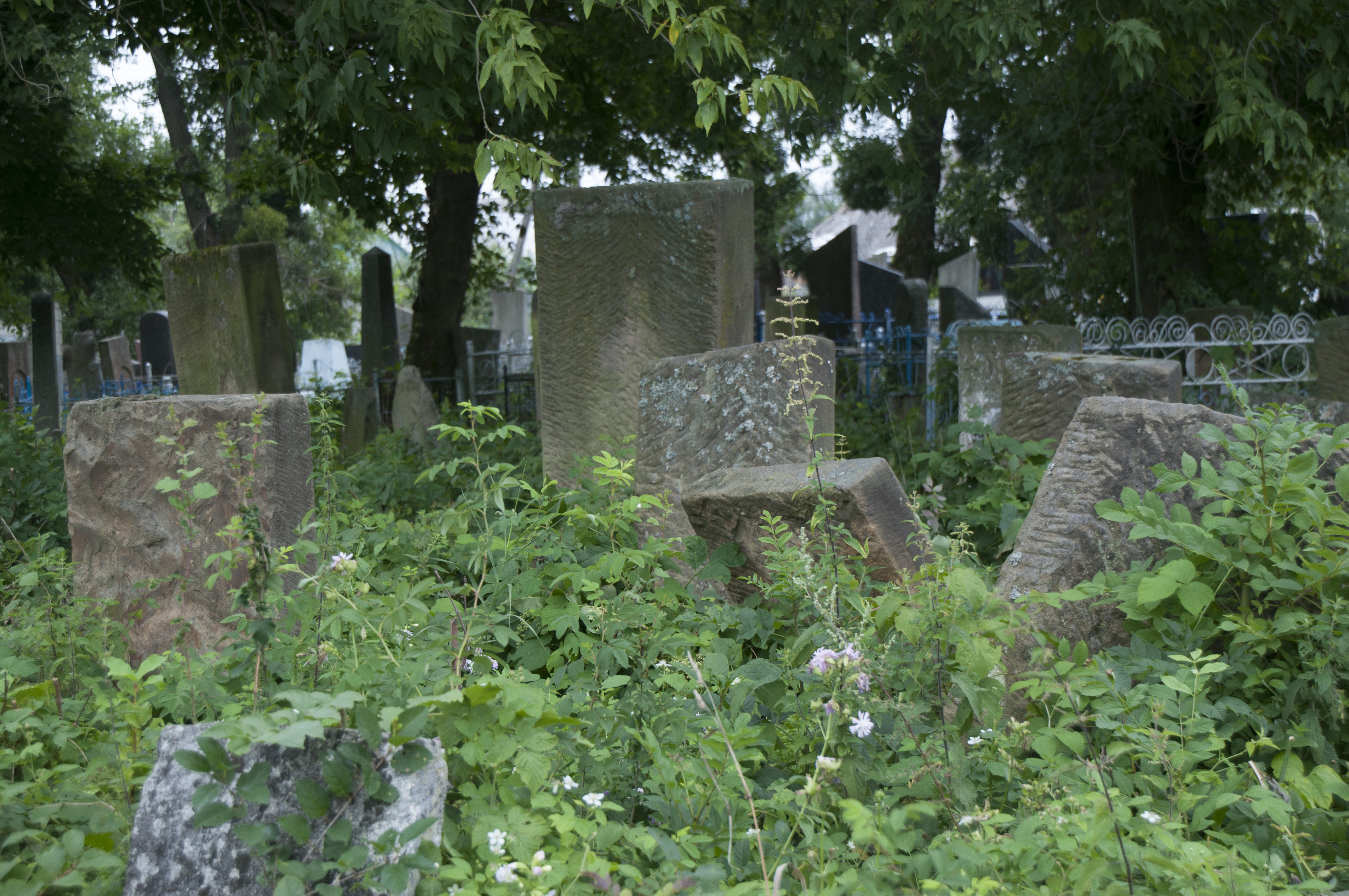
Le cimetière juif de POlone, classé[4].
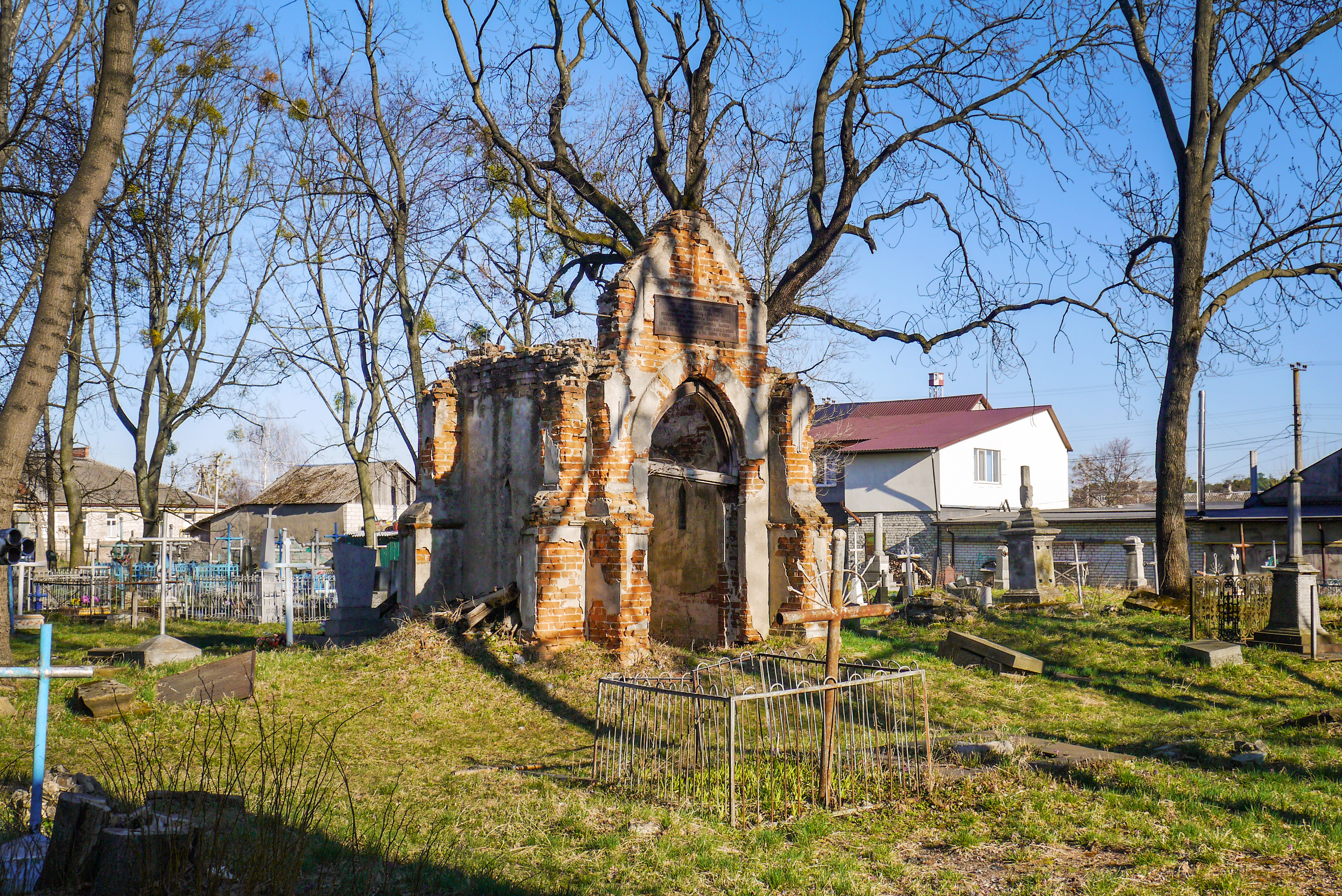
Slavouta, cimetière polonais, classé[5].